# Knaudl
Knaudl är en bergstopp i Österrike.   Den ligger i distriktet Lienz och förbundslandet Tyrolen, i den centrala delen av landet, 300 km väster om huvudstaden Wien. Toppen på Knaudl är 2 879 meter över havet, eller 2 meter över den omgivande terrängen. Bredden vid basen är 0,22 km.
Terrängen runt Knaudl är huvudsakligen bergig, men den allra närmaste omgivningen är kuperad. Runt Knaudl är det ganska glesbefolkat, med 26 invånare per kvadratkilometer.. Närmaste större samhälle är Matrei in Osttirol, 13,0 km söder om Knaudl. 
Trakten runt Knaudl består i huvudsak av gräsmarker.